# Костано (Перуђа)
Костано је насеље у Италији у округу Перуђа, региону Умбрија.
Према процени из 2011. у насељу је живело 1127 становника. Насеље се налази на надморској висини од 189 м.